# 营仔镇
营仔镇，是中华人民共和国广东省湛江市廉江市下辖的一个乡镇级行政单位。

## 行政区划
营仔镇下辖以下地区：
营圩社区、下洋村、凌禄村、竹墩村、营仔村、白沙村、大同村、多浪坡村、新村、大榄田村、鱼龙埠村、圩仔村、包墩村、仰塘村、垌口村、福山村、大山村、北堤村、云峡村、犁头沙村、新围仔村和草港村。